# 박효신
박효신(朴孝信, 1981년 9월 1일 ~ )은 대한민국의 가수, 뮤지컬 배우이다.

## 약력
박효신은 고등학교 1학년 재학 중에 ‘부천 청소년 가요제’에서 이기찬의 〈Please〉로 대상을 차지하고 《YMCA 청소년 가요제》, 《제물포 가요제》 등의 대회에서 수상하면서 가수의 꿈을 키웠다. 1999년 11월 4일 SBS 라디오 《영스트리트》 공개방송에서 데뷔하였고, 첫 음반 《해줄 수 없는 일》은 같은 해 1999년 12월에 발매되었다.
데뷔 후 그의 가창력이 서서히 알려지기 시작하다가, 2000년 1월 15일, 당시 인기 프로그램이었던 KBS 《이소라의 프로포즈》에 출연하며 폭발적인 반응을 불러일으켰다. 이러한 반응으로 데뷔 음반이 44만 장의 판매고를 기록하며 2000년도 음반 판매량 15위를 기록했고, 제15회 골든디스크 신인상과 제1회 인터넷 신인 뮤직 어워드 1위를 수상했다.
2001년 2월 발매된 정규 2집 《Second Story》 타이틀곡 〈동경〉이 큰 인기를 끌었다. 이 음반의 프로듀서는 윤상이었고, 김동률, 조규만, 유희열 등의 유명 뮤지션이 대거 참여하여 음악적으로 한층 세련된 모습을 보여 주었다. 팬들로부터는 소장 가치가 가장 높은 음반으로 평가되었으나, 박효신 자신은 인터뷰에서 자신의 음반이 아닌 작곡가들이 뛰어났던 음반이라고 언급했다.
2002년 9월에 발매된 정규 3집 《Time Honored Voice》는 47만 장을 판매하며 타이틀곡 〈좋은 사람〉이 SBS 인기가요에서 2주 연속 1위를 하였고, 제17회 골든디스크에서 본상, 제13회 서울가요대상에서 본상을 수상하는 등 많은 인기를 끌었다.
2004년 4월에 발매된 정규 4집 《Soul Tree》는 14만 장 등의 판매고를 올렸고 타이틀곡 〈그곳에 서서〉가 MBC 음악캠프에서 2주 연속 1위를 하고, 제15회 서울가요대상에서 본상을 받아 인기를 끌었다. 한편, 2004년 11월에 발매된 KBS 월화드라마 《미안하다, 사랑한다》의 OST 〈눈의 꽃〉이 드라마의 인기와 함께 큰 인기를 얻었고, 이 〈눈의 꽃〉은 박효신의 이름을 대중들에게 각인시켜주는 곡이 되었다.
소속사를 옮겨 2007년 1월에 발매된 정규 5집 《The Breeze Of Sea》는 박효신이 그동안 해왔던 일명 '소몰이 창법'을 하지 않은 첫 음반으로써 작곡가 및 편곡가인 황성제가 프로듀싱을 맡았으며 타이틀곡인 〈추억은 사랑을 닮아〉와 〈미워하자〉가 인기를 끌었다.
그러나 박효신은 2008년 1월에 정규 5집 발매 당시의 소속사인 인터스테이지와의 갈등으로 소송을 진행하였다.
한편, 2008년 11월에는 '황 프로젝트(황세준, 황성제, 황찬희)'와 함께 《Hwang Project Vol.1 - Welcome To The Fantastic World》의 타이틀곡 〈The Castle of Zoltar〉라는 노래로 활동하기도 하였는데, 이 음반에서의 젤리피쉬 엔터테인먼트의 대표이사인 황세준과의 인연으로 2009년 8월 새롭게 '젤리피쉬 엔터테인먼트'와 계약하게 되었다.
박효신은 정규 5집 이후 오랜 공백을 깨고 2009년 9월에 정규 6집 《Gift - Part 1》을 2년 8개월 만에 발매하게 되었다. 이 음반은 정규 음반이지만 'Part.1'과 'Part.2'가 따로 나오는 형태이며, 《Gift - Part 1》의 타이틀 곡 〈사랑한 후에〉로 컴백하였다. 이 노래는 음원사이트 차트에서 1위를 기록하였고, M-net 엠카운트다운에서 2주 연속으로 1위를 하며 인기를 끌었다. 또한 2009년 10월부터 5개 도시에서 데뷔 10주년 기념 콘서트 '2009 Gift Live Tour', 2010년 9월부터는 '2010 Giftx2 Live Tour'를 열었고, 2010년 1월 일본에서 열린 콘서트에도 많은 관객들이 모여 성공을 거두었다.
박효신은 군 입대 전의 마지막 음반인 정규 6집 《Gift - Part 2》를 2010년 12월 13일에 발매하였다. 또한 군 입대 전 마지막 콘서트인 《GIFT 04064 - The Last Concert》를 2010년 12월 19일에 공연했다. 그리고 2010년 12월 21일 군에 현역으로 입대하였다.
2012년 3월 22일 군 생활 중에 《Gift E.C.H.O.(Earnest Calls Howling Only for you)》 스페셜 앨범을 냈다. 팬들에게 선물을 주고 싶다는 뜻으로 한정판 앨범을 냈다. 2009년에 나왔던 《Gift - Part 1》과 2010년에 나온 《Gift - Part 2》의 노래들, 그리고 미공개 노래였던 《Gift - Part 1》의 수록곡 중에 〈이상하다〉를 어쿠스틱 버전으로 부른 곡을 포함했다.
국방부 근무지원단 홍보지원대원으로 복무했던 박효신은 1년 10개월간의 군 복무를 마치고 2012년 9월 24일 전역하였다. 군 생활 중에 일반병사로는 최초로 육군참모총장상과 국방부장관상을 받았다. .
전역 후에는 2년 만에 콘서트 'War Is Over'를 올림픽 체조경기장에서 이틀간 열었고 2013년에 엘리자벳 (뮤지컬)을 통해 뮤지컬 배우로서의 모습도 선보였다. 2013년 11월에는 군 복무 중 친분을 맺었던 이동건의 복귀작 드라마 미래의 선택 OST에 참여, 《It's You》를 불러 드라마와는 상반된 인기를 얻었다.
2014년 3월 28일에 디지털 싱글 《야생화》를 발표하여 각종 음원차트에서 1위는 물론 MBC 쇼! 음악중심, SBS 인기가요에서 1위를 수상했다. 이는 〈사랑한 후에〉가 엠카운트다운에서 1위를 한 이후 4년 만에 음악방송 1위였다. 〈야생화〉는 2년이 지나도 가온 차트 상반기 디지털 차트에 남아있을 정도로 오랜 인기를 얻었다. 〈야생화〉 발표 후에 따로 음악 방송 활동은 하지 않았고 바로 모짜르트 (뮤지컬)를 연기하였는데 엘리자벳 (뮤지컬)에서 지적되던 단점을 보완하여 호평을 받았다.

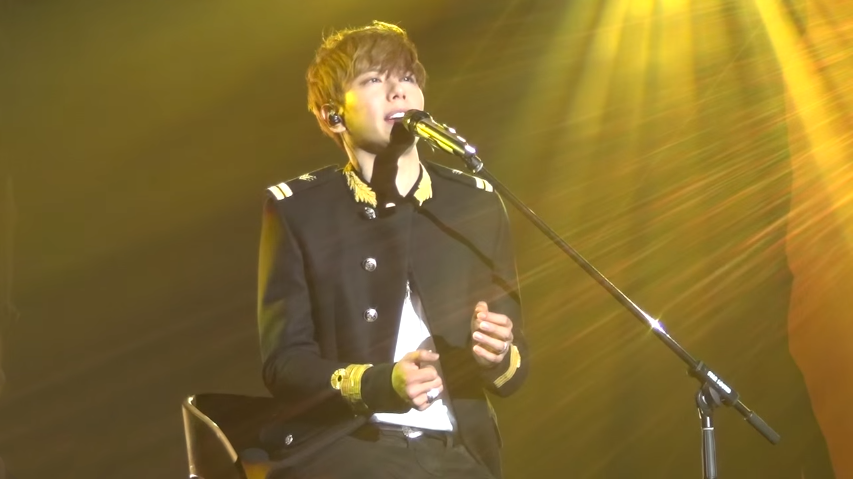
2014년 12월 12일 15주년 기념 콘서트에서 야생화를 공연하는 박효신.

2014년 11월 디지털 싱글 《HAPPY TOGETHER》를 발표했고 12월에 15주년 콘서트 'HAPPY TOGETHER'를 성황리에 공연했는데, 서울과 전국투어 총 관객 수가 7만 명에 달했다. 2015년 2월 앵콜 콘서트 'SO HAPPY TOGETHER'도 전석 매진되었다.
2015년 4월 디지털 싱글 〈Shine Your Light〉를 발표했다. 〈야생화〉, 〈Happy Together〉와 더불어 7집 정규앨범에 포함될 수록곡으로서 선공개되었다. 마찬가지로 음악 방송 활동은 하지 않았고 2015년 4월부터 팬텀 (뮤지컬)을 통해 뮤지컬 배우로서 입지를 다졌다.
2016년 젤리피쉬 엔터테인먼트와의 계약이 만료되어 신생 기획사인 글러브 엔터테인먼트와 계약을 맺었다. 7집 정규앨범 은 10월 3일 발매 예정으로 젤리피쉬와는 계약상 마지막 앨범 제작이 남았기 때문에 공동으로 제작한다.

## 논란

### 소속사 소송 문제
- 닛시엔터테인먼트그룹
  - 2006년 6월에 박효신의 전 소속사였던 닛시엔터테인먼트그룹은 박효신이 전속계약을 무단으로 파기했다는 이유로 소송을 진행했으나, 2006년 10월에 닛시 측과 박효신 측은 약 4개월간 법정공방을 진행해오면서 꾸준한 대화 끝에 서로 화해하고 소송을 취하했다. 박효신 측은 닛시 측에 계약금 전액을 돌려줬고, 닛시 측도 이를 받아들이고 전속계약을 풀어줬다. 아울러 서로 사과의 뜻도 함께 전했고 소송은 마무리되었다.[20][21]

- 인터스테이지 (나원)[22]
  - 2008년 1월에는 박효신의 전 소속사였던 인터스테이지(나원)로부터 전속계약 위반으로 30억 원 소송을 당했다.[23] 나원 측이 주장하는 소송 이유는 "2006년 7월 박효신과 음반 4장을 내는 조건으로 계약금 10억 원을 주고 전속 계약을 맺었고 이에 따라 박효신의 정규 5집 《The Breeze Of Sea》를 제작하였다, 그런데 2007년 7월 전국 콘서트 이후 이유없이 연락을 끊고 전속계약에 따른 활동에 협조하지 않아 계약금 10억 원의 세 배를 배상할 의무가 있다"고 했고, 이에 대해 박효신 측은 인터뷰에서 "2006년 7월에 인터스테이지와 전속계약을 체결하면서 계약금 10억원을 받았는데 전에 있었던 닛시와의 소송 때 계약금 전액을 돌려줘야 해서 이 계약금은 고스란히 닛시 측에 갚는데 사용했고, 또한 인터스테이지는 녹음실, 편곡 및 마스터링 등의 비용을 지불하지 않았으며, 공연, OST 수익금 정산도 제대로 지급을 하지 않았다. 그리고 결정적으로 인터스테이지가 일방적으로 스케줄을 잡아 2007년 5월부터 연 전국투어 기간 진행이 원활하지 않아 극심한 스트레스로 제대로 공연을 할 수 없는 상태였다."고 하였다.[24] 또한 박효신측은 "박효신이 전 소속사 인터스테이지와 계약금 10억 원에 전속계약을 한 것은 사실이다. 그러나 계약 해지 당시 박효신은 인터스테이지 소속이 아니었다"고 설명하며 "인터스테이지가 '박효신이 전속계약을 파기했다'고 주장하는 것은 명백한 거짓말이며 박효신의 명예를 훼손하는 행위다"고 주장하며 맞소송하였다.[25]
하지만 2008년 9월, 서울중앙지방법원 1심에서 박효신은 전 소속사 대표이사에게 15억원을 배상하라는 판결을 받으며 일부승일부패하였지만 "판결 금액이 지나치게 높고, 회사 양도 계약 등 계약서들이 있는데 전 대표이사에게 지급하라는 법원의 판결은 당황스럽다"며 2008년 10월에 바로 항소심을 진행했다.[26]
한편, 2009년 1월, 팬텀 엔터테인먼트는 2008년 2월에 박효신과 전 소속사 인터스테이지를 상대로 음반유통계약을 위반했다고 주장하며 9억여 원의 손해배상 청구 소송을 제기했으나, 법원은 박효신에 대한 팬텀 엔터테인먼트의 청구를 기각하고 인터스테이지는 9억1000만원과 이자를 지급하라고 판결하며 박효신 측이 승소하였다.[27]
2010년 6월, 인터스테이지와 2008년 10월부터 진행된 항소심에서도 서울고등법원은 다시 박효신은 인터스테이지 측에게 15억 원을 배상하라는 판결을 받았으나 다시 상고하게 되었다.[28]
2012년 6월 29일 대법원은 박효신의 전 소속사 인터스테이지가 전속계약을 파기했다며 제기한 손해배상 소송에서 "박효신은 15억원을 배상하라"고 판결한 원심 판결을 확정하며 박효신은 패소하였다. 대법원은 박효신이 정당한 사유 없이 전속 계약 해지를 통보했다며 판결 이유를 밝혔다.[29]

### 사기혐의 피소에 관한 공식입장
금일 보도된 내용과 관련하여 아래와 같이 공식입장을 밝힙니다.
박효신 아티스트와 글러브엔터테인먼트는 사무실 인테리어를 위해 보도된 고소인을 고용한 적도, 인테리어 공사계약을 체결한 사실이 없을 뿐만 아니라 추가 공사 비용을 청구 받은 적 또한 없습니다.

따라서 본 건은 명백히 허위사실이며, 박효신 아티스트와 소속사 글러브엔터테인먼트는 위 고소내용 파악과 함께 허위사실을 유포하여 아티스트의 이미지에 심각한 타격을 입힌 행위에 대하여 강력하고 엄정한 법적대응을 할 예정임을 알려드립니다.— 2019년 8월 11일

## 학력
- 부천부안초등학교 졸업
- 부천동중학교 졸업
- 고척고등학교 졸업 (2000년)
- 경기대학교 다중매체영상학부
- 경희대학교 포스트모던음악과 학사 졸업 (공로상 수상)[30]

## 음반

#### 정규
| 발매연도   | Artist | 앨범 타입 | 앨범명                 | 타이틀 곡                    |
| ---------- | ------ | --------- | ---------------------- | ---------------------------- |
| 1999.12    | 박효신 | 정규      | 《해줄 수 없는 일》    | <해줄 수 없는 일>, <바보>    |
| 2001.02.01 | 박효신 | 정규      | 《Second Story》       | <먼곳에서>, <동경>           |
| 2002.09.13 | 박효신 | 정규      | 《Time Honored Voice》 | <좋은사람>                   |
| 2004.04.20 | 박효신 | 정규      | 《Soul Tree》          | <그곳에 서서>                |
| 2007.01.29 | 박효신 | 정규      | 《The Breeze Of Sea》  | <추억은 사랑을 닮아>         |
| 2009.09.15 | 박효신 | 정규      | 《Gift - Part 1》      | <사랑한 후에>                |
| 2010.12.13 | 박효신 | 정규      | 《Gift - Part 2        | <사랑이 고프다>              |
| 2016.10.03 | 박효신 | 정규      | 《I am A Dreamer》     | <Home>, <Beautiful Tomorrow> |

#### 스페셜
| 발매연도   | Artist | 앨범 타입   | 앨범명           | 타이틀 곡                  |
| ---------- | ------ | ----------- | ---------------- | -------------------------- |
| 2012.03.22 | 박효신 | 스페셜 앨범 | 《Gift E.C.H.O》 | <이상하다 (Acoustic Ver.)> |

#### 리메이크
| 발매연도   | Artist | 앨범 타입     | 앨범명             | 타이틀 곡       |
| ---------- | ------ | ------------- | ------------------ | --------------- |
| 2005.06.02 | 박효신 | 리메이크 앨범 | 《Neo Classicism》 | <흩어진 나날들> |

#### 싱글
| 발매연도   | Artist         | 앨범 타입 | 앨범명                           | 타이틀 곡          |
| ---------- | -------------- | --------- | -------------------------------- | ------------------ |
| 2010.09.13 | 박효신         | 싱글      | 《안녕 사랑아 (Digital Single)》 | <안녕 사랑아>      |
| 2014.03.28 | 박효신         | 싱글      | 《야생화》                       | <야생화>           |
| 2014.11.24 | 박효신         | 싱글      | 《HAPPY TOGETHER》               | <HAPPY TOGETHER>   |
| 2015.04.06 | 박효신         | 싱글      | 《Shine Your Light》             | <Shine Your Light> |
| 2015.04.06 | 박효신         | 싱글      | 《Shine Your Light》             | <Shine Your Light> |
| 2016.09.29 | 박효신         | 싱글      | 《숨》                           | <숨>               |
| 2018.04.30 | 박효신         | 싱글      | 《별 시 (別 時)》                | <별 시 (別 時)>    |
| 2019.03.10 | 박효신, 박성연 | 싱글      | 《바람이 부네요》                | <바람이 부네요>    |
| 2019.05.06 | 박효신         | 싱글      | 《Goodbye》                      | <Goodbye>          |
| 2019.06.29 | 박효신         | 싱글      | 《戀人 (연인)》                  | <戀人 (연인)>      |

### collaboration
| 발매연도   | Artist              | 앨범 타입 | 앨범명                                                   | 타이틀 곡              |
| ---------- | ------------------- | --------- | -------------------------------------------------------- | ---------------------- |
| 2008.11.20 | 박효신, 황 프로젝트 | 싱글 앨범 | 《Hwang Project Vol.1》 (Welcome To The Fantastic World) | <The Castle Of Zoltar> |

### 참여 음반
| 발매일     | Artist              | 곡명                                                                                                  | 수록 앨범                                     | 비고                                                         |
| ---------- | ------------------- | --- | --------------------------------------------- | ------------------------------------------------------------ |
| 2000.07.01 | 박효신              | 〈Love Is Bling〉                                                                                     | 영화《가위》 OST                              |                                                              |
| 2000.07.26 | 박효신 & 화요비     | 〈전설 속의 사랑〉                                                                                    | MBC《新 귀공자》 OST                          |                                                              |
| 2000.12.14 | 이소라              | 〈It`s Gonna Be Rolling (Duet. 박효신)〉                                                              | 《꽃》                                        |                                                              |
| 2001.02.13 | 권인하, 박효신      | 〈그것만이 내 세상〉                                                                                  | 들국화 헌정앨범 《A Tribute To 들국화》       |                                                              |
| 2001.04.11 | 박효신              | 〈묻어버린 아픔〉                                                                                     | 《Remake Op. 1 What Are You Doing Tomorrow?》 |                                                              |
| 2002.03.12 | 김현철              | 〈그 보다 더 (Feat. 박효신)〉                                                                         | 《... 그리고 김현철》                         |                                                              |
| 2002.03.12 | 전소영              | 〈천국의 연인들 (Feat. 박효신)〉                                                                      | 《Killing Me Softly》                         |                                                              |
| 2002.05.01 | 박효신              | 〈One〉                                                                                               | 《2002 ＂Soccer Festival＂》                  |                                                              |
| 2004.03.16 | Ann                 | 〈If You (Feat. 박효신)〉                                                                             | 《Phoenix Rising》                            |                                                              |
| 2004.03.29 | 린                  | 〈사랑이 올 때... (Duet With 박효신)〉                                                                | 《Can U See The Bright》                      |                                                              |
| 2004.04.30 | 김범수              | 〈무제(無題) (Duet With 박효신)〉                                                                     | 《The 4th Episode》                           |                                                              |
| 2004.07.22 | 김장훈              | 〈고속도로 로망스 (Acoustic Ver.)〉 (Feat. 박효신, 윤도현, 김종국 & 조PD)                             | 《이색영웅신문 With 조PD》                    |                                                              |
| 2004.09.23 | 박효신              | 〈다시 만난다면〉                                                                                     | 영화 《우리 형》 OST                          |                                                              |
| 2004.11.15 | 박효신              | 〈눈의 꽃〉                                                                                           | KBS 《미안하다, 사랑한다》 OST                |                                                              |
| 2006.05.24 | 리사                | 〈With You (Duet. 박효신)〉                                                                           | 《Mind Blowing》                              |                                                              |
| 2006.09.25 | MC몽                | 〈기도 (Feat. 박효신)〉                                                                               | 《The Way I Am》                              |                                                              |
| 2007.07.30 | 박효신              | 〈애상 (哀想)〉 (Official Audio)                                                                      | KBS 《대조영》 OST                            |                                                              |
| 2008.06.10 | 박효신              | 〈화신 (花信)〉                                                                                       | SBS 《일지매》 OST                            | - 작사: 박효신, 박민정                                       |
| 2008.09.24 | 하울                | 〈눈물꽃〉                                                                                            | SBS 《바람의 화원》 OST                       | - 작사: 황세준, 박효신                                       |
| 2008.11.20 | 박효신, 황 프로젝트 | 〈Fantastic World〉                                                                                   | 《Hwang Project Vol.1》                       | - 작사: 박효신                                               |
| 2008.11.20 | 박효신, 황 프로젝트 | 〈마지막 인사〉                                                                                       | 《Hwang Project Vol.1》                       | - 작사: 박효신                                               |
| 2008.11.20 | 박효신, 황 프로젝트 | 〈The Castle Of Zoltar〉                                                                              | 《Hwang Project Vol.1》                       | - 작사: 박효신                                               |
| 2010.08.23 | 박효신              | 〈널 사랑한다〉                                                                                       | SBS 《아테나: 전쟁의 여신》 OST               |                                                              |
| 2010.10.20 | 지나                | 〈키스해줄래〉                                                                                        | KBS 《장난스런 키스》 OST                     | - 작사: 박효신, 김두현, 이윤정                               |
| 2010.11.30 | 린                  | 〈Rudolph The Red - Nosed Reindeer + We Wish You A Merry Christmas 〉                                 | 《Winter`s Melody》                           |                                                              |
| 2012.01.26 | 스컬                | 〈나 이러고 살아 (With 박효신)〉                                                                      | 《나 이러고 살아》                            | - 작사: 스컬, 라이머, 박효신 - 작곡: 스컬, MASTERKEY, 박효신 |
| 2012.02.01 | 박효신              | 〈나를 넘는다〉                                                                                       | 육군본부 《나를 넘는다》                      |                                                              |
| 2013.11.12 | 박효신              | 〈It's You〉                                                                                          | KBS 《미래의 선택》 OST                       |                                                              |
| 2004.11.24 | Various artists     | 〈White Christmas〉 (김형중, 이승철, 성시경, 브라운 아이드 소울, 이수영, M.C.The Max, 이재훈, 박효신) | 《2004 Christmas Carol - White Christmas》    |                                                              |
| 2010.12.06 | Various artists     | 〈Christmas Time〉 (성시경, 박효신, 서인국 브라이언, 리사, 박학기, 김형중, 견우)                      | 《Jelly Christmas》                           | - 작사: 박효신, 김두현, 이주형                               |
| 2012.12.06 | Various artists     | 〈크리스마스니까〉 (성시경, 이석훈, 서인국, 빅스)                                                     | 《Jelly Christmas 2012 HEART PROJECT》        |                                                              |
| 2013.12.10 | Various artists     | 〈겨울 고백〉 (성시경, 여동생, 서인국, 빅스)                                                          | 《Jelly Christmas 2013》                      |                                                              |
| 2018.07.08 | 박효신              | 〈그 날 (Original Ver.)〉                                                                             | 《미스터 션샤인》 OST                         | - 작사: 박효신, 김이나 - 작곡: 박효신, 정재일                |

## 뮤직 비디오

### 박효신
| 연도 | MV                           | 수록 앨범            | 비고 | 공급사                |
| ---- | ---------------------------- | -------------------- | --- | --------------------- |
| 2014 | 박효신 <야생화(Wild Flower)> | 《야생화》           | - 작사: 박효신, 김지향 - 작곡: 박효신, 정재일 - 편곡: 정재일                                              | 젤리피쉬 엔터테인먼트 |
| 2014 | 박효신 <HAPPY TOGETHER>      | 《HAPPY TOGETHER》   | - 작사: 박효신 - 작곡: 박효신, 정재일 - 편곡: 정재일                                                      | 젤리피쉬 엔터테인먼트 |
| 2015 | 박효신 <Shine Your Light>    | 《Shine Your Light》 | - 작사: 박효신, 김이나, PLATTS ANDREW ANTHONY - 작곡: PLATTS ANDREW ANTHONY - 편곡: ANDREW ANTHONY PLATTS | 젤리피쉬 엔터테인먼트 |
| 2016 | 박효신 <Home>                | 《I am A Dreamer》   | - 작사: 박효신, 김이나 - 작곡: 박효신, 정재일 - 편곡: 정재일                                              | 글러브 엔터테인먼트   |
| 2016 | 박효신 <숨 (Breath)>         | 《I am A Dreamer》   | - 작사: 박효신, 김이나 - 작곡: 박효신, 정재일 - 편곡: 정재일                                              | 글러브 엔터테인먼트   |
| 2016 | 박효신 <Beautiful Tomorrow>  | 《I am A Dreamer》   | - 작사: 박효신, 김지향 - 작곡: 박효신 - 편곡: 정재일                                                      | 글러브 엔터테인먼트   |
| 2018 | 박효신 <별 시 (別 時)>       | 《별 시 (別 時)》    | - 작사: 박효신, 김이나 - 작곡: 박효신, 정재일 - 편곡: 정재일                                              | 글러브 엔터테인먼트   |
| 2019 | 박효신 <Goodbye>             | 《Goodbye》          | - 작사: 박효신, 김이나 - 작곡: 박효신, 정재일 - 편곡: 정재일                                              | 원더케이              |

### 참여
| 연도 | 분류 | MV                       | 수록 앨범             | 비고                                                         | 공급사                |
| ---- | ---- | ------------------------ | --------------------- | ------------------------------------------------------------ | --------------------- |
| 2013 | 앨범 | 박효신 <It`s You>        | 《미래의 선택 OST》   |                                                              | 원더케이              |
| 2018 | 앨범 | 박효신 <그 날 (The Day)> | 《미스터 션샤인 OST》 | - 작사: 박효신, 김이나 - 작곡: 박효신, 정재일 - 편곡: 정재일 | 스톤뮤직 엔터테인먼트 |

## 음악/음반 외 활동

### 출연 작품

#### 영화
| 개봉일     | 제목                                          | 배역      |
| ---------- | --------------------------------------------- | --------- |
| 2017.10.26 | 《뷰티풀 투모로우》(Beautiful Tomorrow, 2017) | 박효신 역 |

#### 뮤지컬
| 연도                     | 뮤지컬 | 배역        | 작품                                      | 주연 |
| ------------------------ | ------ | ----------- | ----------------------------------------- | ---- |
| 2000년 4월               | 뮤지컬 | 햄릿 역     | 《락햄릿》 장충체육관                     | ✔    |
| 2013년 7월~10월          | 뮤지컬 | 토드 역     | 《엘리자벳》                              | ✔    |
| 2014년 6월~9월           | 뮤지컬 | 모차르트 역 | 《모차르트!》                             | ✔    |
| 2015년 4월~7월           | 뮤지컬 | 팬텀 역     | 《팬텀》 충무아트홀                       | ✔    |
| 2016년 11월~2017년 2월   | 뮤지컬 | 팬텀 역     | 《팬텀》 블루스퀘어 삼성전자홀            | ✔    |
| 2017년 3월 4일~3월 5일   | 뮤지컬 | 팬텀 역     | 《팬텀 - 대전》                           | ✔    |
| 2017년 3월 4일~3월 5일   | 뮤지컬 | 팬텀 역     | 《팬텀 - 광주》 광주문화예술회관 대극장   | ✔    |
| 2017년 3월 18일~3월 19일 | 뮤지컬 | 팬텀 역     | 《팬텀 - 부산》 부산문화회관 대극장       | ✔    |
| 2017년 3월 25일~4월 2일  | 뮤지컬 | 팬텀 역     | 《팬텀 - 대구》 계명아트센터              | ✔    |
| 2017년 4월 8일~4월 9일   | 뮤지컬 | 팬텀 역     | 《팬텀 - 성남》 성남아트센터 오페라하우스 | ✔    |
| 2018년 7월 10일~11월 4일 | 뮤지컬 | 그윈플렌 역 | 《웃는 남자》                             | ✔    |
| 2022년 6월 10일~8월 22일 | 뮤지컬 | 그웬플렌 역 | 《웃는 남자》 세종문화회관 대극장         | ✔    |

### 방송
| 방송일                      | 방송사 | 프로그램                                            |
| --------------------------- | ------ | --------------------------------------------------- |
| 2016.10.29.                 | KBS    | 《유희열의 스케치북》: <월간 유스케 창간호, 박효신> |
| 2019. 01. 17 ~ 2019. 02. 14 | JTBC   | 《너의 노래는》: < ep.1(190117), ep.4(190214) >     |

### 광고
| 연도 | 기업명         | 제품명 | 종류   | 국가 | 기타                      |
| ---- | -------------- | ------ | ------ | ---- | ------------------------- |
| 2019 | 르노삼성자동차 | QM6    | 자동차 | 한국 | CF BGM -《바람이 부네요》 |

## 수상 내역
| 연도   | 수상 내역 |
| ------ | --- |
| 2000년 | - 제15회 대한민국 영상음반대상(골든디스크) 신인상 - 《해줄 수 없는 일》 - 제1회 인터넷 뮤직 어워드 - 신인상 부문 1위                                       |
| 2002년 | - 제17회 골든디스크 본상 - 《좋은 사람》 - 제13회 하이원 서울가요대상 본상 - KMTV 코리안 뮤직 어워드 - 올해의 가수 - SBS 가요대전 본상 - KBS 가요대상 본상 |
| 2004년 | - 제15회 하이원 서울가요대상 본상 - SBS 가요대전 본상 - KBS 가요대상 본상                                                                                  |
| 2010년 | - 싸이월드 디지털 뮤직 어워드 2009 - 명예의 전당 〈눈의 꽃〉수상                                                                                           |
| 2012년 | - 제6회 케이블TV 방송대상 스타상 - 2012 한일교류종합전 지식경제부 표창장 - 육군참모총장상 - 국방부장관상                                                   |
| 2017년 | - 제9회 멜론 뮤직 어워드 - Stage of the Year |
| 2018년 | - 제7회 예그린뮤지컬어워드 남우주연상 |
| 2019년 | - 제3회 한국뮤지컬어워즈 남우주연상 |
| 2020년 | - 브랜드 고객충성도 대상 남성 보컬부문 |
| 2024년 | - 미국 빌보드 HOT 100 99위. 글로벌 200 33위 - 뷔&박효신 Winter Ahead                                                                                       |

### 가요 프로그램 1위
| 연도            | 수상 내역(총 8회) |
| --------------- | --- |
| 2002년(총 2회)  | - 좋은 사람(총 2회) - 11월 17일 SBS 《인기가요》 1위 - 11월 24일 SBS 《인기가요》 1위 (2주 연속)                            |
| 2004년(총 2회)  | - 그 곳에 서서(총 2회) - 6월 12일 MBC 《음악캠프》 1위 - 6월 19일 MBC 《음악캠프》 1위 (2주 연속)                           |
| 2009년 (총 2회) | - 사랑한 후에(총 2회) - 10월 8일 M.net 《엠카운트다운》 1위 - 10월 29일 M.net 《엠카운트다운》 1위 (통산 2주) (10월의 노래) |
| 2014년(총 2회)  | - 야생화(총 2회) - 4월 5일 MBC 《쇼음악중심》 1위 - 4월 6일 SBS 《인기가요》 1위                                            |

## 참고 문헌
- 조현우 기자 (2005년 3월 22일). “'음악속 연인' 박효신이 주는 아주 특별함”. 브레이크뉴스. 2008년 10월 25일에 확인함.[깨진 링크(과거 내용 찾기)]
- “박효신 "굴곡많던 가수 10년, 인생배웠다"”. 연합뉴스. 2009년 9월 6일. 2010년 12월 4일에 확인함.